# Kill or Be Killed
 (juillet 2025).
Pour plus de détails, voir Fiche technique et Distribution.
Kill or Be Killed est un court métrage de propagande britannique réalisé par Len Lye, sorti en 1942. 
Le film met en scène la chasse à l'homme qui oppose un soldat britannique à un adversaire allemand auquel il échappe puis qu'il élimine grâce à sa maîtrise du camouflage.